# Banjevac (Breza)
Banjevac es un pueblo ubicado en el municipio de Breza, en el cantón de Zenica-Doboj, Bosnia y Herzegovina.

## Superficie
Cuenta con una superficie de 0,54 km².

## Demografía
Hasta 2013 la población era de 585 habitantes, con una densidad de población de 1085,4 hab/km².
| Gráfica de evolución demográfica de Banjevac entre 1991 y 2013                     |
|                                                                                    |
| Datos según Population statistics of Eastern Europe & former USSR y Statistika.ba. |